# Centre d'Estudis Muntanyesos
El Centre d'Estudis Muntanyesos (en espanyol: Centro de Estudios Montañeses; abreujat també CEM) és una institució cultural espanyola amb seu a Cantàbria, els principals objectius de la qual són la promoció dels estudis sobre la història, la literatura, l'art, l'etnografia i les ciències de la comunitat autònoma de Cantàbria. És el Cronista Oficial de Cantàbria, Institució Consultiva per a la Història i el Patrimoni de Cantàbria i Assessor Heràldic o Rei d'Armes dels Ajuntaments de la comunitat autònoma.
Va ser fundada el 1934 a Santander. Des del mes de desembre del mateix any va ser Cronista Oficial i entitat assessora sobre temes patrimonials de la Diputació Provincial de Santander, funcions que continua exercint per la Comunitat Autònoma de Cantàbria, la qual va succeir la Diputació Provincial el 1982. Té importants col·laboracions com a entitat assessora en matèria de patrimoni cultural i heràldica del Consell de Govern de Cantàbria i de la Conselleria i Direcció General de Cultura, i també assessora l'Ajuntament de Santander, institució amb la qual manté la sèrie editorial "Ex vetustate novum", dedicada a inèdits rellevants.

## Publicacions
El seu òrgan de difusió cultural és la revista Altamira, publicada per primer cop l'abril de 1934, i que actualment té prop de 90 números. Les edicions de la revista han anat apareixent de manera irregular, tenint en compte també un parèntesi de deu anys, entre el 1935 i el 1945, com a resultat de la Guerra Civil i de la crisi econòmica de la postguerra.
El setembre de 1934 va aparèixer la primera publicació monogràfica L'escultura funerària a la Muntanya, fruit de la col·laboració d'Elías Ortiz de la Torre, Francisco i Fernando González-Camino Aguirre i el marquès de Saltillo. Des d'aleshores el CEM n'ha publicat més de cent títols.

## Presidents
La nòmina de presidents té destacades personalitats de la cultura i de la societat de Cantàbria, com ara Miguel Artigas i Ferrando, antic director de la Biblioteca Menéndez Pelayo i de la Biblioteca Nacional d'Espanya des de 1930, que va ser president del patronat fundador. A partir de llavors han estat presidents de la Junta de Treball:
- Fermín de Sojo i Lomba (1934-1936)
- Marcial Solana González-Camino (1940-1944)
- Fernando Barreda i Ferrer de la Vega (1945-1976)
- Luis Redonet i López-Dóriga (President Honorari, 1960-1972)
- Fernando Calderón i Gómez de Rueda (1976-1977)
- Joaquín González Echegaray (1977-1985)
- José Luis Casado Soto (1985-1989)
- Emilio Herrera Alonso (1989-1996)
- Leandro Valle González-Torre (1996-2014)
- Francisco Gutiérrez Díaz (2014-2022)
- Juan Antonio González Fuentes (2022-actualitat)

## Fites[1]
Des de la seva fundació, les principals figures de la cultura a Cantàbria han tingut vinculació amb el Centre. La Diputació Provincial hi va delegar una gran part de les activitats que tinguessin a veure amb la història local o la seva incidència en la nacional o universal. La Diputació va cedir uns locals el 1939, que el CEM va dedicar a l'Arxiu Provincial, predecessor de l'actual Arxiu Històric Provincial. Entre els projectes culturals transcendents sorgits o desenvolupats des del Centre d'Estudis Muntanyesos, poden citar-se el Museu de Prehistòria i Arqueologia de Cantàbria, l'Arxiu d'Art Muntanyès, el Museu Etnogràfic i el Museu Marítim del Cantàbric, entre altres iniciatives.
En 1948 va rebre el Premi Verge del Carmen a les entitats culturals per la seva contribució a la celebració del VII centenari de la conquesta de Sevilla i al mil·lenari de l'Armada de Castella.
El 1957 el Banc de Santander va publicar una obra històrica de nom Aportació a l'estudi de la història econòmica de la Muntanya (originalment en espanyol: Aportación al estudio de la historia económica de la Montaña), per a commemorar el centenari de la seva fundació. Totes les tasques d'estudi i d'edició de l'obra van ser encarregades als membres del Centre.
El 1964 va respondre positivament a un informe sol·licitat per la Diputació Provincial sobre el canvi de nom provincial, del de "Província de Santander" al de "Província de Cantàbria".
El 1967 es va crear la Institució Cultural de Cantàbria (espanyol: Institución Cultural de Cantabria), les tasques de la qual va acabar absorbint el Centre.
El 1974 va celebrar els seus primers quaranta anys amb una setmana de conferències que van ser celebrades a la sala d'actes de la Diputació i posteriorment publicades en dos volums.
En 1998 el Centre d'Estudis Muntanyesos va ser l'encarregat d'organitzar l'Assemblea anual de la Confederació Espanyola de Centres d'Estudis Locals (CECEL).
L'actual president, Juan Antonio González Fuentes, va ser elegit el 2022, substituint Francisco Gutiérrez Díaz, que va ocupar el càrrec des del 2014.

## Seu social

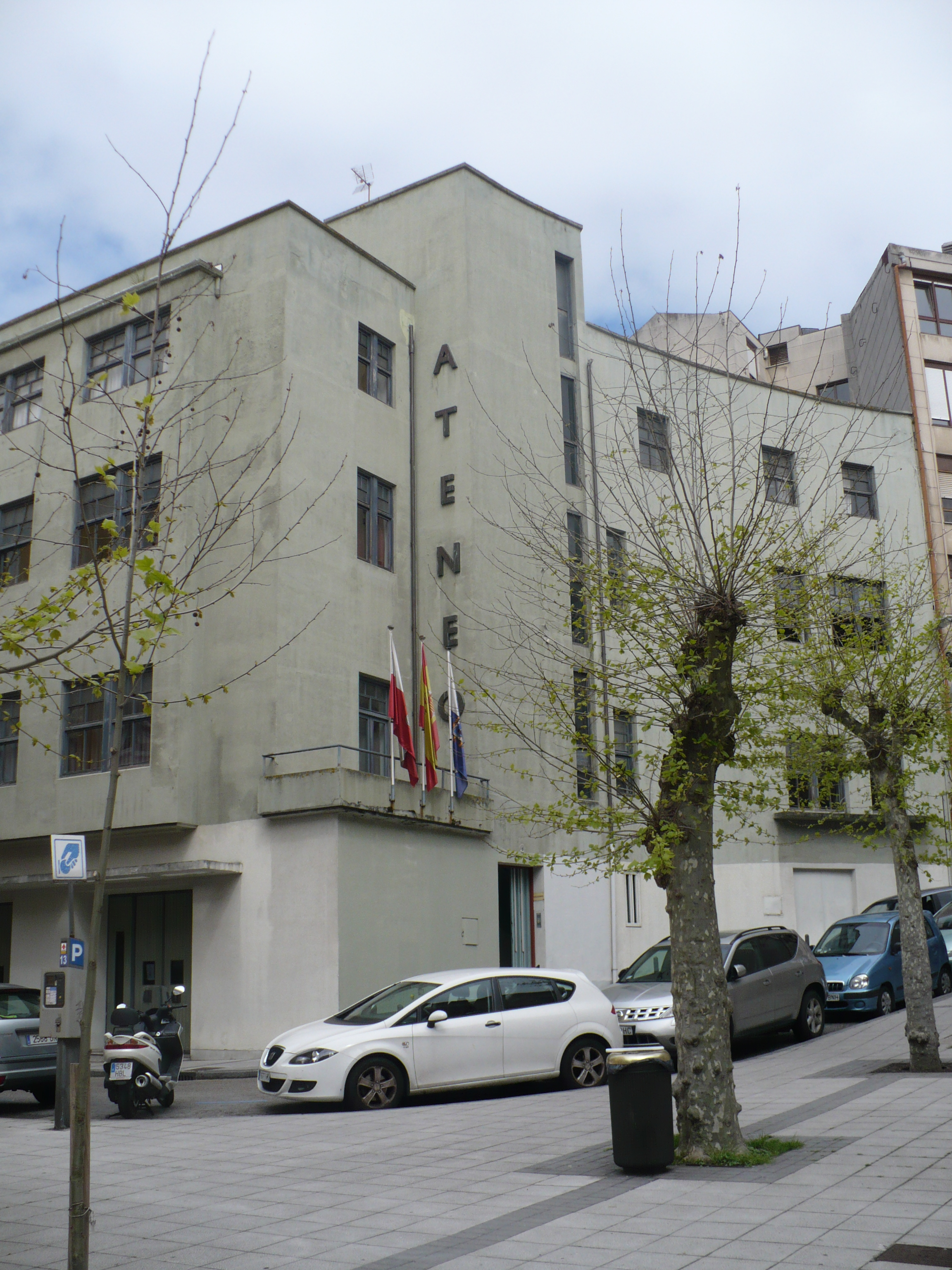
Edifici de l'Ateneu de Santander (carrer Gómez Oreña, 5), el qual també allotja el Centre d'Estudis Muntanyesos.

Després d'un llarg periple per diversos locals de la ciutat de Santander, el seu Centre se situa actualment al número 5 del carrer Gómez Oreña, a Santander, on comparteix edifici amb l'ateneu de la ciutat, el qual va erificar l'edifici l'any 1935. En l'actualitat l'edificació és propietat del Govern de Cantàbria.

## Proposta de canvi de nom el 1971
Segons José Luis Casado Soto, el 29 de desembre de 1971 va ser posada a debat la proposta de rebatejar el centre amb el nom de Centre d'Estudis Cantàbrics. La proposta va ser rebutjada.